# Das Werk (Zola)

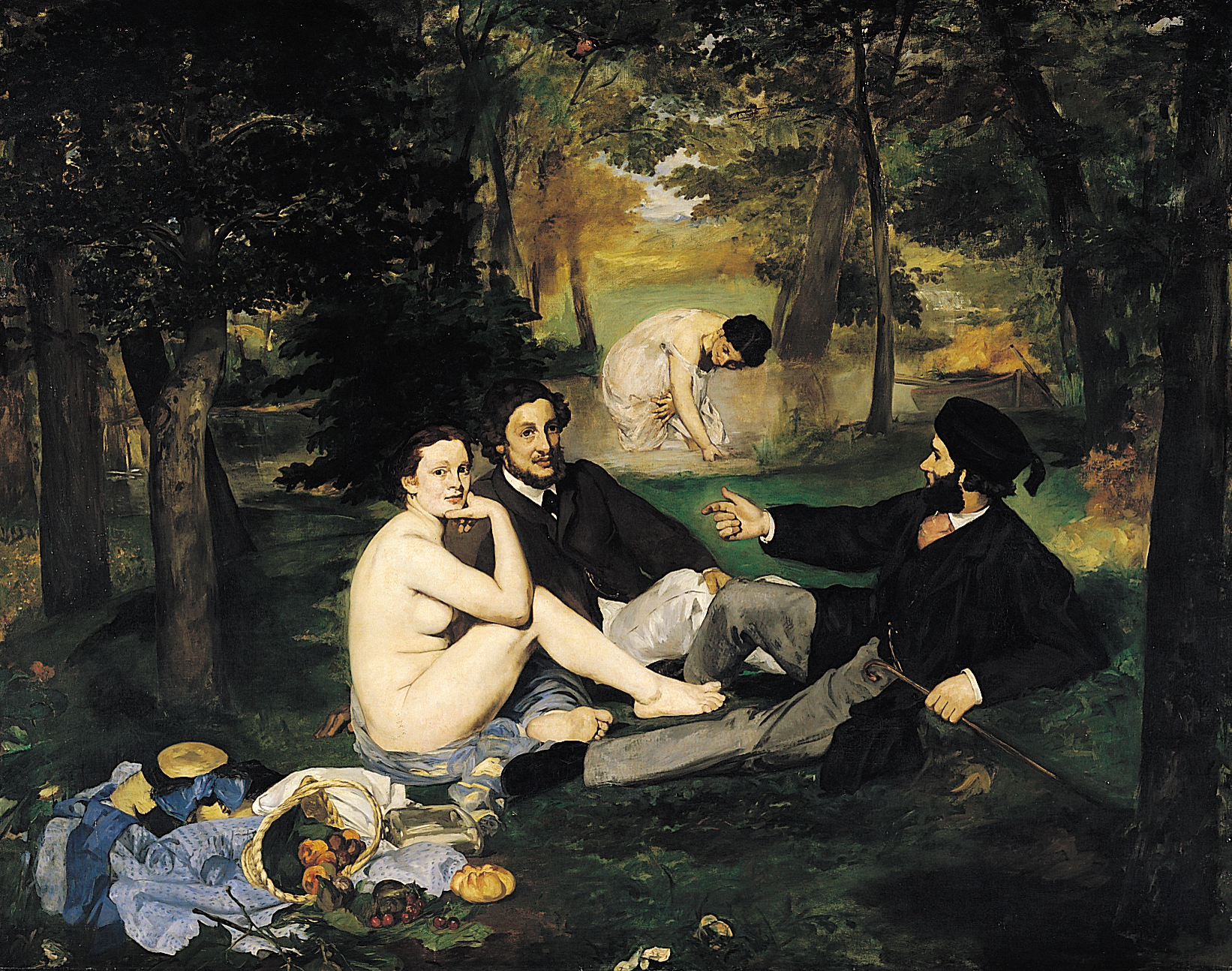
Das Frühstück im Grünen von Édouard Manet

Das Werk (franz. L’œuvre) ist ein Roman von Émile Zola und zugleich der 14. Band des zwanzigbändigen Rougon-Macquart-Zyklus. Er erschien erstmals 1885 in Fortsetzungen in der Zeitschrift Gil Blas. Die Buchausgabe folgte 1886 bei Charpentier. Der Roman beschreibt die Pariser Künstlerszene und das Entstehen des Impressionismus zu einer Zeit, da diese Stilrichtung von den Kunstexperten abgelehnt wird. Die Hauptfigur Claude Lantier weist Ähnlichkeiten mit Paul Cézanne auf. Für die Zusendung des Romans dankte Cézanne Zola in einem förmlichen Brief und beendete seine Freundschaft zu dem Schriftsteller. Die Romanfigur Pierre Sandoz weist Parallelen zu Zola auf. Das Bild, das im Mittelpunkt der Handlung steht, ähnelt dem von Édouard Manet 1863 gemalten Das Frühstück im Grünen. Ein weiteres im Roman beschriebenes Bild ist dem Gemälde Impression, Sonnenaufgang von Claude Monet sehr ähnlich. Claude Lantier ist der erste Sohn von Gervaise Macquart und Auguste Lantier aus dem Roman Das Glück der Familie Rougon. In Der Totschläger kommt er mit seinen Eltern nach Paris und kehrt später nach Plassans zurück, nachdem er einen reichen Förderer seiner Künste gefunden hat. In Der Bauch von Paris taucht er in einer Nebenrolle in den Markthallen auf, wo er nach Motiven sucht.

## Handlung
Der Maler Claude Lantier malt in impressionistischem Stil. Er träumt davon, seine Werke im Louvre ausstellen zu können. Doch die Auswahljury der Académie des Beaux-Arts lehnt seine Werke immer wieder ab. Seine Maltechniken werden nicht akzeptiert, seine nackten Frauen als unanständig empfunden. Claudes beste Freunde sind der Schriftsteller Pierre Sandoz und der Architekt Louis Dubuche. Die drei kennen sich schon aus ihrer in der fiktiven Kleinstadt Plassans verbrachten Kindheit. Sie sind mit großen Plänen nach Paris gekommen, aber nur Sandoz hat als Skandalautor Erfolg. In einer Gewitternacht lernt Claude Christine Hallegrain kennen. Er lässt sie in seinem Quartier übernachten. Christine will in Paris eine Stelle als Gesellschafterin einer wohlhabenden alten Dame antreten und ist infolge einer Zugverspätung nicht vom Bahnhof abgeholt worden. Claude malt eine Szene an der Seine, in deren Mittelpunkt eine unbekleidete Frau steht. Er überredet Christine, ihm Modell zu stehen. Sie verlieben sich und werden ein Paar. Sie ziehen aufs Land, wo das Leben billiger ist und wo Claude Inspirationen zu finden hofft. Bald darauf kommt ihr Sohn Jacques zur Welt. Doch zunehmend stellt Claude fest, dass er die hohen Ansprüche, die er an sein Gemälde stellt, nicht erfüllen kann. Immer besessener arbeitet er an dem Bild. Seine Frau und sein Sohn werden ihm gleichgültig. Sie sind nur noch Statisten, die er manchmal als Modell benutzt. Die Familie zieht wieder nach Paris. Claude verbietet Jacques, laut zu sein. Jacques hat Schwierigkeiten in der Schule. Er erkrankt und stirbt. Auch den Körper des toten Sohnes malt Claude. Das Bild gelangt durch Vermittlung eines Freundes auf dem Gnadenweg in die Louvre-Ausstellung, wird dort jedoch so ungünstig in einem hohen Saal dicht unter der Decke platziert, dass man das Motiv kaum erkennen kann. Christine leidet unter der Situation, und sie fürchtet um ihren Mann. Auch Sandoz versucht, Claude zu helfen. Doch der Künstler erhängt sich an seiner Staffelei.